# Kotar
Kotar – jednostka podziału administracyjnego niższego rzędu w Królestwie Serbów, Chorwatów i Słoweńców (1921–1929), Królestwie Jugosławii (1929–1941), Niepodległym Państwie Chorwackim (1941–1945) i Socjalistycznej Federacyjnej Republice Jugosławii (do 1955). Był także jednostką podziału Królestwa Dalmacji, kraju koronnego Cesarstwa Austrii.
W Królestwie SHS kotary wchodziły w skład obwodów (serb.-chorw. oblast), w Królestwie Jugosławii w skład banowin (serb.-chorw. banovina), w Państwie NDH w skład wielkich parafii (serb.-chorw. velika župa). Składały się natomiast z gmin. Większe miasta były wyłączone z obszaru kotarów i stanowiły odrębne jednostki administracyjne.
W 1955 roku nastąpiła stopniowa likwidacja kotarów, która zakończyła się w 1974 roku. W ich miejsce powołano związki gmin (serb.-chorw. zajednice općina).
W maju 1992 roku w Chorwacji, na terenach zamieszkiwanych przez serbską większość (wg stanu z 1981 roku), utworzono dwa autonomiczne kotary: dvorski w żupanii sisacko-moslawińskiej i kniński w żupanii szybenicko-knińskiej. Zostały one jednak zlikwidowane już w 1996 roku.